# Patinaj viteză pe pistă scurtă la Jocurile Olimpice de iarnă din 2022 – 500 m (feminin)
Proba de patinaj viteză pe pistă scurtă, 500 m feminin de la Jocurile Olimpice de iarnă din 2022 de la Beijing, China a avut loc pe 5 și 7 februarie 2022 la Capital Indoor Stadium.

## Program
Orele sunt orele Chinei (ora României + 6 ore).
| Dată        | Ora                                             | Rundă                                           |
| ----------- | ----------------------------------------------- | ----------------------------------------------- |
| 5 februarie | 19:00-19:24                                     | Calificări                                      |
| 7 februarie | 19:30-19:42 20:13-20:19 20:41-20:46 20:46-20:51 | Sferturi de finală Semifinale Finala B Finala A |

## Calificări
Din fiecare serie s-au calificat în sferturile de finală sportivele de pe primele 2 locuri, plus încă patru sportivele care au obținut cei mai buni patru timpi dintre toate celelalte sportive.
| Loc | Serie | Nume                  | Țară                       | Timp      | Note  |
| --- | ----- | --------------------- | -------------------------- | --------- | ----- |
| 1   | 1     | Selma Poutsma         | Olanda                     | 43,742    | C     |
| 2   | 1     | Florence Brunelle     | Canada                     | 43,477    | C     |
| 3   | 1     | Valentina Aščić       | Croația                    | 44,681    |       |
| 4   | 1     | Tifany Huot-Marchand  | Franța                     | 54,758    |       |
| 1   | 2     | Fan Kexin             | China                      | 43,275    | C     |
| 2   | 2     | Sofia Prosvirnova     | COR                        | 43,331    | C     |
| 3   | 2     | Zsófia Kónya          | Ungaria                    | 43,905    |       |
| 4   | 2     | Gwendoline Daudet     | Franța                     | 45,515    |       |
| 1   | 3     | Kim Boutin            | Canada                     | 42,732    | C     |
| 2   | 3     | Petra Jászapáti       | Ungaria                    | 42,848    | C     |
| 3   | 3     | Maame Biney           | Statele Unite ale Americii | 42,919    | c     |
| 4   | 3     | Kamila Stormowska     | Polonia                    | 44,053    |       |
| 1   | 4     | Suzanne Schulting     | Olanda                     | 42,379    | C, RO |
| 2   | 4     | Alyson Charles        | Canada                     | 42,991    | C     |
| 3   | 4     | Arianna Valcepina     | Italia                     | 43,070    | c     |
| 4   | 4     | Ekaterina Efremenkova | COR                        | 43,140    |       |
| 1   | 5     | Arianna Fontana       | Italia                     | 42,940    | C     |
| 2   | 5     | Zhang Yuting          | China                      | 43,233    | C     |
| 3   | 5     | Michaela Hrůzová      | Cehia                      | 45,060    |       |
| 4   | 5     | Corinne Stoddard      | Statele Unite ale Americii | Fără timp |       |
| 1   | 6     | Choi Min-jeong        | Coreea de Sud              | 42,853    | C     |
| 2   | 6     | Martina Valcepina     | Italia                     | 43,606    | C     |
| 3   | 6     | Patrycja Maliszewska  | Polonia                    | 44,130    |       |
| 4   | 6     | Kathryn Thomson       | Marea Britanie             | 1:06,594  |       |
| 1   | 7     | Xandra Velzeboer      | Olanda                     | 42,563    | C     |
| 2   | 7     | Qu Chunyu             | China                      | 42,691    | C     |
| 3   | 7     | Sumire Kikuchi        | Japonia                    | 42,829    | c     |
| 4   | 7     | Lee Yu-bin            | Coreea de Sud              | 43,141    |       |
| 1   | 8     | Kristen Santos        | Statele Unite ale Americii | 43,579    | C     |
| 2   | 8     | Elena Seregina        | COR                        | 43,605    | C     |
| 3   | 8     | Hanne Desmet          | Belgia                     | 43,702    | c     |
| 4   | 8     | Nikola Mazur          | Polonia                    | 43,732    |       |

## Runda eliminatorie

### Sferturi de finală
| Loc | Serie | Nume              | Țară                       | Timp     | Note |
| --- | ----- | ----------------- | -------------------------- | -------- | ---- |
| 1   | 1     | Kim Boutin        | Canada                     | 42,391   | CSE  |
| 2   | 1     | Arianna Valcepina | Italia                     | 42,891   | CSE  |
| 3   | 1     | Fan Kexin         | China                      | 1:03,594 |      |
| 4   | 1     | Alyson Charles    | Canada                     | 1:07,206 | CSE  |
|     | 1     | Florence Brunelle | Canada                     |          | PEN  |
| 1   | 2     | Petra Jászapáti   | Ungaria                    | 43,476   | CSE  |
| 2   | 2     | Elena Seregina    | COR                        | 43,712   | CSE  |
| 3   | 2     | Maame Biney       | Statele Unite ale Americii | 46,099   |      |
| 4   | 2     | Selma Poutsma     | Olanda                     | 1:07,285 |      |
|     | 2     | Xandra Velzeboer  | Olanda                     |          | PEN  |
| 1   | 3     | Arianna Fontana   | Italia                     | 42,635   | CSE  |
| 2   | 3     | Hanne Desmet      | Belgia                     | 42,991   | CSE  |
| 3   | 3     | Zhang Yuting      | China                      | 54,211   | CSE  |
| 4   | 3     | Choi Min-jeong    | Coreea de Sud              | 1:04,939 |      |
|     | 3     | Sofia Prosvirnova | COR                        |          | PEN  |
| 1   | 4     | Suzanne Schulting | Olanda                     | 42,922   | CSE  |
| 2   | 4     | Qu Chunyu         | China                      | 43,029   | CSE  |
|     | 4     | Sumire Kikuchi    | Japonia                    | 56,092   |      |
|     | 4     | Kristen Santos    | Statele Unite ale Americii |          | PEN  |
|     | 4     | Martina Valcepina | Italia                     |          | PEN  |

### Semifinale
| Loc | Serie | Nume              | Țară    | Timp   | Note |
| --- | ----- | ----------------- | ------- | ------ | ---- |
| 1   | 1     | Arianna Fontana   | Italia  | 42,387 | CA   |
| 2   | 1     | Kim Boutin        | Canada  | 42,664 | CA   |
| 3   | 1     | Elena Seregina    | COR     | 42,685 | CB   |
| 4   | 1     | Alyson Charles    | Canada  | 42,829 | CB   |
| 5   | 1     | Arianna Valcepina | Italia  | 44,044 |      |
| 1   | 2     | Suzanne Schulting | Olanda  | 42,475 | CA   |
| 2   | 2     | Zhang Yuting      | China   | 43,196 | CA   |
| 3   | 2     | Petra Jászapáti   | Ungaria | 43,198 | CB   |
| 4   | 2     | Hanne Desmet      | Belgia  | 55,304 | CA   |
|     | 2     | Qu Chunyu         | China   |        | PEN  |

### Finala B
| Loc | Nume            | Țară    | Timp   | Note |
| --- | --------------- | ------- | ------ | ---- |
| 6   | Elena Seregina  | COR     | 42,972 |      |
| 7   | Petra Jászapáti | Ungaria | 43,004 |      |
| 8   | Alyson Charles  | Canada  | 43,273 |      |

### Finala A
| Loc | Nume              | Țară   | Timp   | Note |
| --- | ----------------- | ------ | ------ | ---- |
| 1   | Arianna Fontana   | Italia | 42,488 |      |
| 2   | Suzanne Schulting | Olanda | 42,559 |      |
| 3   | Kim Boutin        | Canada | 42,724 |      |
| 4   | Zhang Yuting      | China  | 42,803 |      |
| 5   | Hanne Desmet      | Belgia | 42,941 |      |